# Drevenica

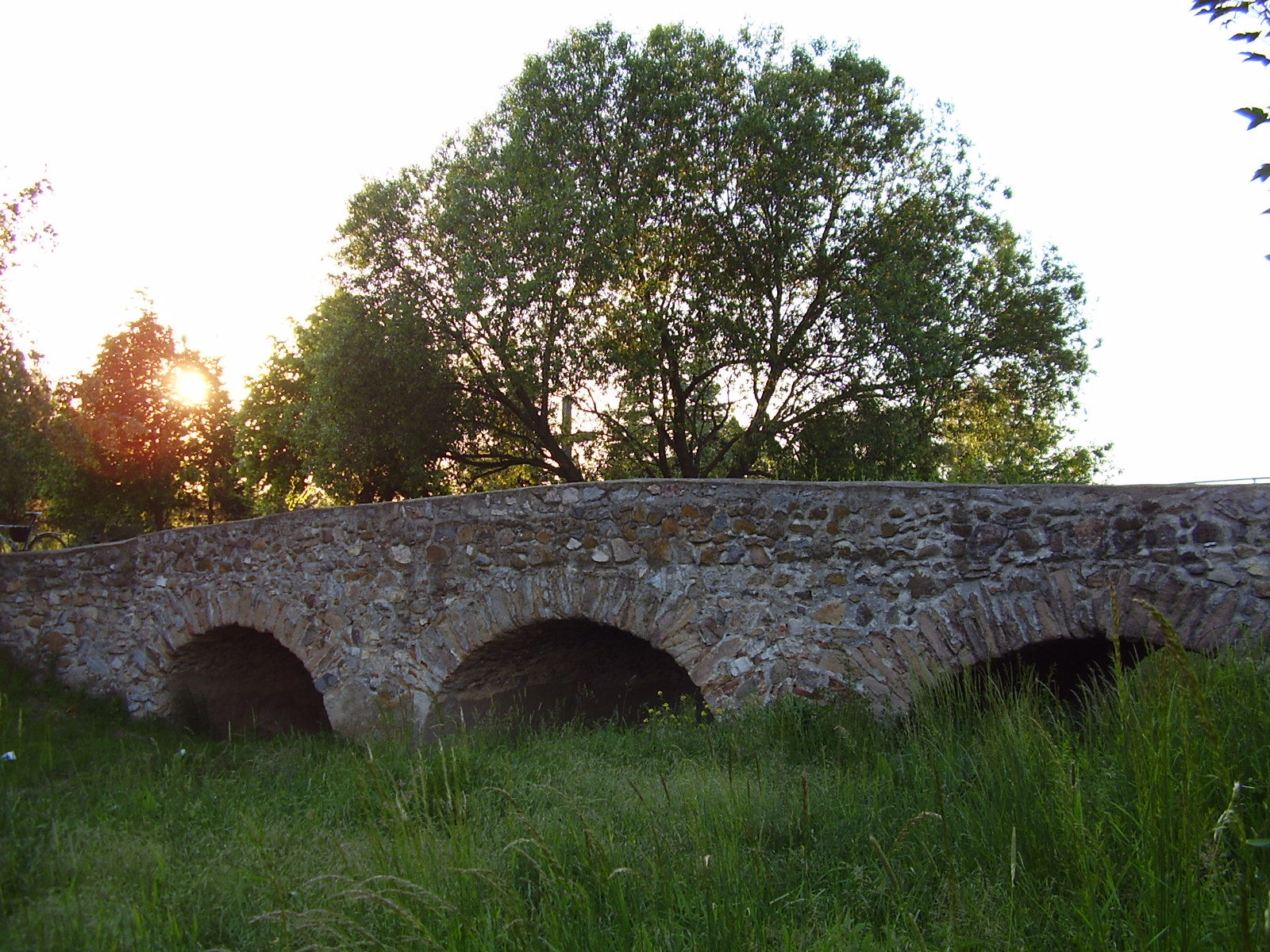
Turecky most

Drevenica – potok w południowo-zachodniej Słowacji, na terenie powiatów Zlaté Moravce i Nitra. Prawostronny dopływ Žitavy.
Źródła w górach Trybecz, na wysokości ok. 520 m n.p.m., na południowych zboczach Wielkiego Trybecza, w powiecie Zlaté Moravce. Spływa początkowo w kierunku południowo-zachodnim, później południowym, niezbyt głęboką, zalesioną doliną. Ten odcinek znajduje się w granicach obszaru chronionego krajobrazu Ponitrie. Poniżej interesująca krajobrazowo kotlina erozyjna zwana Breziny, utworzona w miejscu, w którym Drevenica przyjmuje swój lewostronny dopływ Brezinský potok. Pierwszą miejscowością na trasie Drevenicy są Kostoľany pod Tribečom, gdzie zmienia ona kierunek na południowo-wschodni. Następnie płynie przez Ladice, gdzie opuszcza góry i wypływa na Nizinę Naddunajską. Potem płynie uregulowanym tokiem wśród pól przez Neverice i Beladice, gdzie przyjmuje lewostronny dopływ Čakýň. Wpływa na teren Powiatu Nitra, gdzie na terenie wsi Nová Ves nad Žitavou jej wody zasilają duży sztuczny zbiornik (słow. Rybník Nová Ves nad Žitavou). Poniżej zabudowań tej wsi, na wysokości ok. 150 m n.p.m., uchodzi do Žitavy.
Na terenie kotliny Breziny, do pierwszych zabudowań Kostoľan pod Tribečom, na krótkim odcinku wzdłuż jej biegu wiodą czerwone znaki dalekobieżnego szlaku turystycznego Ponitrianska magistrála